# 第二次妖書案
第二次妖書案，此案是明朝萬曆年間的歷史案件，是妖書案的一部分，由於國本之爭引起的東林黨爭事件。

## 第一次妖書案
萬曆年間刑部侍郎呂坤撰《閨範圖說》，寫了許多后妃的故事，彰顯婦德，司禮監秉筆太監陳萬化將《閨範圖說》送入宮內，明神宗賜給鄭貴妃。鄭貴妃意圖成名，又在《閨範圖說》中增加自己的故事，重新刊印。給事中戴士衡以為呂坤巴結鄭貴妃，上疏彈劾呂坤，但神宗不理會。
萬曆廿六年（1598年），有個化名「燕山朱東吉」（寓意：北京的朱家，東宮大吉）的人撰寫呂坤《閨範圖說》的後記《憂危竑議》，說明鄭貴妃欲使己子朱常洵奪取常洛的皇儲之位，又指責呂坤與鄭承恩、張養蒙、魏允貞等支持鄭貴妃奪儲，此書被稱為「妖書」，神宗懷疑此書是出自吏科給事中戴士衡、全椒知縣樊玉衡之手，怒謫戴士衡、樊玉衡二人，後又懷疑閣臣張位是主謀．貶了張位，還有與張位親近的官員們，如禮部侍郎劉楚先、右都御史徐作、國子監祭酒劉應秋、禮部主事萬建昆、給事中楊廷蘭等，是為第一次妖書案。

## 第二次妖書案
萬曆卅一年（1603年）十一月，又出現《續憂危竑議》一書，署名吏科都給事中項應祥撰，四川御史喬應甲書。書中託名「鄭福成」（寓意：鄭貴妃之子福王立儲成功），言神宗立東宮之事，實為不得已，大肆批評首輔沈一貫與大學士朱賡，甚至沈一貫險賊，又說「朱賡，就是『朱』家要『更』換太子（『賡』、『更』為諧音）」。

### 文章內容
有問于鄭福成曰：「今天下太平，國本已固，無復可憂、無復可慮矣。而先生常不豫，何也？」鄭福成曰：「是何言哉？今之事勢，正賈生所謂厝火積薪之時也。」
或曰：「亦太甚矣！先生之言也！得無謂儲宮有未安乎？」曰：「然。夫東宮有東宮之官，一官不備何以稱乎？皇上迫于沈相公之請，不得已立之，而從官不備，正所以寓他日改易之意也。」
曰：「改立，誰其當之？」曰：「福王矣。大率母愛者子貴。鄭貴妃之專擅，回天轉日何難哉？」
曰：「何以知之？」曰：「以用朱相公知之。夫在朝在野固不乏人，而必相朱者。蓋朱名赓，赓者更也，所以寓他日更易之意也。」
曰：「是固然已，朱公一人安能盡得衆心，而必無變亂乎？」曰：「陋哉！子之言矣！夫蟻集膻蠅逐臭，今之仕宦者皆是，豈有相公倡之，而衆不附者乎？且均是子也，長可立，而次未必不可立也。侯之門，仁義存，誰肯舍富貴而趨死亡乎？」
或曰：「衆附，姓名可得數否？」曰：「余數之熟矣。文則有王公世揚、孫公玮、李公汶、張公養志，武則有王公之桢、陳公汝忠、王公名世、王公承恩、鄭公國賢，而又有鄭貴妃主之于內，此之謂十亂，《魯論》所謂『有婦人焉，九人而已。』正合文王舍伯邑考，而立武王之意也。」
曰：「然則何以知此數人之所爲乎？」曰：「數公皆人傑，無不望分茅胙土如姚廣孝，豈止富貴終其身而已乎？故有王世揚、陳汝忠，則靖難之兵取諸京營而自足矣；有李汶，則三邊險要有人控之矣；有孫玮于保定，則扼天下之咽喉，四方勤王之兵無由至矣；有王之桢則宿衛禁城，有誰人能斬關而入乎？」
曰：「是固然矣。若張養志、王承恩、王名世者何歟？」曰：「養志，朱公私人也。而二王者，則朱公之鄉人也。無不願借相公之餘光者，況有以招徕之乎？」
曰：「然則事可濟乎？」曰：「必濟。庸人倡，義人尚景從，而此數公皆人傑也。且複有鄭妃與陳矩朝夕比周于帝前，以爲之主，共舉大事，何謂無成？」
或曰：「蛟門公獨無言乎？」曰：「蛟門爲人險賊，常用人而不用于人，故有福己自承之禍，則規避而不染，何以見其然也？夫錦衣衛西司房類奏，有名祖宗來，未有不升者。而皇親王道化本內有名竟不升，豈其才力出諸菜傭下哉！蓋沈相公欲右鄭而左王，故核實之時令，親家史起欽抑其功而不錄，亦王之桢有以默授之也。」
曰：「然則子何以處此？」曰：「天之所興，不可廢也；天之所廢，不可興也。余止聽天耳！安能反天乎？」或人唯唯而退。
萬曆三十一年，吏科都給事中項應祥撰，四川道御史喬應甲書。

### 後續
因其言詞詭妄，時稱妖書。朱賡得此書，立即進宮面奏皇帝。神宗看後大怒，即命東廠「大索奸人」。立案查处了生员皦生光、锦衣卫都督周嘉庆、游医沈令誉、郭正域仆人毛尚文、僧人达观及乡官胡化。其中沈令誉和毛尚文二人合为一狱，共5个分案。
沈一貫是浙黨，與東林黨人郭正域、沈鯉等人積怨已深，反藉此案誣陷沈鯉等東林黨人，興起大獄、株連甚眾。府同知胡化上書控告訓導阮明卿「造作妖書」；而朝廷調查之下，胡化承認自己誣告阮明卿，阮明卿的岳父給事中錢夢皋救援明卿，上書攻擊郭正域及沈鯉，認為是他們作妖書的。但胡化反駁說：“阮明卿是我的仇家，我才告他，郭正域考取進士二十年間我們不相往來，怎麼說他有牽連？”郭正域是太子的老師，後來由於太子出面保全郭正域，要求東廠提督太監陳萬化幫忙，於是陳萬化洗清了郭正域的冤情。
康丕揚上疏指出「妖書案」和「伪楚王案」兩案同源，牽扯醫生沈令譽和琴士鐘澄。沈令譽是郭正域家聘的醫生，因而參與了郭正域的官場生活，還是郭正域與外界聯絡的「通訊官」。而當時的佛教禪宗大師紫柏真可也因當時要求朝廷停止徵收礦稅，不停奔走在京師各界，而紫柏真可與沈鯉友好，因此亦被趁機牽連，且沈令譽也是紫柏真可的弟子。此後紫柏真可被東廠與錦衣衛嚴刑拷打，打得體無完膚，在獄中傷重而圓寂，而另一位醫師沈令譽亦被處以酷刑。史載：「數日間，鋃鐺旁午，都城人人自危！」
不久，東廠又逮捕一名形跡可疑的男子皦生彩，皦生彩供出他哥哥皦生光與「妖書案」有關。原來皦生光原為順天府諸生（秀才），但卻時常在京師狡取人財。有一富商包繼志，聘請皦生光代纂詩集，皦生光寫了「五色龍文炤碧天，讖書特地擁祥煙。定知鄭主乘黄屋，願獻金錢壽御前。」之詩，正要刊行時，皦生光卻以「鄭主乘黄屋」一句話有諷刺鄭妃奪儲之意，可能會引發文字獄，向包繼志恐嚇銀錢，後來甚至恐嚇鄭貴妃的兄弟鄭國泰。
最後皦生光被捕，在錦衣衛屈打之下成招，成為妖書主犯，由於《續憂危竑議》中寫的都是朝廷之事，一個秀才無法知悉這樣的內容，定是朝廷的人所為，不過陳萬化發覺了皦生光以前寫「鄭主乘黄屋」以詐騙人財之事，已是大逆之罪，足以判死刑，所以就打算用皦生光來頂罪，以保全所有大臣。刑部尚書蕭大亨想將“妖書”牽連到他討厭的郭正域，拷打皦生光，逼其招供，但是生光寧死不屈。万历三十二年（1604年）四月，皦生光被判斬首，神宗改為凌遲，此事就此打住。
第二次妖書案究竟誰是幕后主使，在史傳中眾說紛紜，萬曆野獲篇補遺三說聽到一個高官說錦衣衛鄭樸借以傾其他錦衣衛，北京的人有說武英殿舍人趙士楨，但作者說趙士禎和涉事官員無仇。
日本名古屋市蓬左文库藏明代刻本孤本蕭大亨《刑部奏议》中关于万历三十一年的续妖书案的12道奏疏，是唯一能与中国《北京图书馆古籍珍本丛刊》第13册的《万历三十一年癸卯楚事妖书始末》相印证的一手史料。该文献别说在中国湮灭不闻，就连在日本也是长期不为人所知，也就最近这十年，才被国内学者杨向艳和郑洁西发现并研究。